# Przygodzice
Przygodzice (in tedesco Groß Przygodzice, dal 1943 al 1945 Hirschteich) è un comune rurale polacco del distretto di Ostrów Wielkopolski, nel voivodato della Grande Polonia.
Ricopre una superficie di 163,48 km² e nel 2004 contava 11 249 abitanti.